# Emajl
Emajl je u prah mljeveno staklo koje se taljenjem veže za metalnu podlogu pri temperaturi od 750-850 stupnjeva (pokrovni emajl na čeličnom limu), odnosno 800-900 stupnjeva (temeljni emajl na čeličnom limu). Prah se tali, te po hlađenju nastaje čvrsta staklena prevlaka na metalnoj površini. Ako se staklom prevlači staklena ili keramička podloga, tada je riječ o glazuri. Tehnologija emajliranja vrlo je stara i kroz povijest je korištena u izradi nakita, te u primijenjenoj umjetnosti. Tijekom 19. stoljeća počela se koristiti i u industrijske svrhe, i to ponajprije u proizvodnji posuđa.

## Povijest
Drevni su Egipćani emajl nanosili na predmete od kamena i keramike, te ponekad nakit, no znatno rjeđe nego druge drevne kulture srednjeg istoka. Stari Grci, Kelti, Rusi i Kinezi također su prakticirali emajliranje metala.
Još u rimsko vrijeme počelo se emajl nanositi i na staklo, te postoje dokazi ove prakse već u kasnoj republici i u ranom carskom razdoblju, prije svega na Levantu, u Egiptu, današnjoj Engleskoj, te na Crnom moru. Emajl u prahu može se proizvesti na 2 načina, mljevenjem obojenog stakla ili miješanjem bezbojnog stakla u prahu s raznim bojiteljima poput metalnih oksida. Uzorci se rade slobodnom rukom ili se bojom ispunjavaju u staklo ugrebani obrisi. Sama je tehnika najvjerojatnije potekla iz obrade metala. Oslikane posude se zatim zagrijavaju na temperaturu potrebnu za topljenje nanešenog staklenog praha, uz napomenu da talište stakla same posude mora biti više od tališta stakla korištenog za izradu emajla. Smatra se da je ova proizvodnja doživjela svoj vrhunac u klaudijevskom razdoblju, te da je tehnika prakticirana oko 300 godina. Arheološki dokaz za spomenuto svodi se na četrdesetak posuda ili njihovih ulomaka.
Najvažnije razdoblje u povijesti emajla je srednji vijek, kada se tehnika koristi u kasnorimskoj te bizantskoj umjetnosti, posebno tehnika cloisone koja se u početku koristila kao imitacija umetaka od dragog kamenja. Spomenutu tehniku dalje su prihvatili i širili tzv. barbarski narodi. U Bizantu je tehnika pak korištena i za slikovne prikaze, što je također prihvaćeno i kopirano u Zapadnoj Europi.
Tehnika champleve, koja je za razliku od prije spomenute znatno jednostavnija bila je široko rasprostranjena u razdoblju romanike. U umjetnosti gotike najfinija djela izvedena su u tehnikama En Ronde Bosse i Basse Taille, no usporedno se nastavlja i masovnija   proizvodnja jeftinijih radova u tehnici champleve.
Preko Bizanta, ili možda iz islamskog svijeta,odnosno Indije, je tehnika emajliranja stigla u Kinu negdje oko 13. ili 14. stoljeća, te je prvi znani pisani spomen 1388. naziva muslimanskom tehnikom. Emajliranje je u Kini od tada široko prakticirano i popularnost je zadržalo sve do danas. Iz Kine se tehnika proširila i u Japan gdje se od sredine 19. stoljeća proizvode djela vrlo visoke kvalitete.
Što se tiče novije povijesti, blještave boje emajla učinile su ga omiljenom tehnikom dizajnera nakita i predmeta poput jaja Petera Carla Fabergea, emajliranih kutijica iz Battersea u Engleskoj, a tehniku su koristili i umjetnici poput Georgea Stubbsa i drugih slikara minijaturnih portreta. Emajliranje je bilo omiljena tehnika draguljara iz razdoblja secesije, spomenimo samo Renea Laliquea i Georgesa Fouqueta.U vrijeme Art Deco stila(1920 - 1935.)dolazi do renesanse    emajla iz Limogesa,kao najvažnije autore spomenimo Camille Faure i Jeana Gouldena .Značajan je utjecaj kubizma,rane apstrakcije te kineske umjetnosti na radove ovog razdoblja.Autorsko emajliranje ponovo zaživljava nakon drugog svjetskog rata ,prije svega u SAD,ali i u Europi.Negdje u to vrijeme se emajliranje javlja i kao hobi,te emajli,kao i male električne peći za emajliranje definitivno postaju razmjerno široko dostupni.
Danas se suvremeno umjetničko emajliranje promovira putem bijenalnih izložbi ,kao važnije spomenimo one u Vilni,  Sankt Peterburgu,kao i bijenalne izlože   američkih i japanskih emajlerskih udruga te Biennale Internationale : L'Art de l'Email u Limogesu.

## Osobine
Emajl po pečenju može biti proziran ili neproziran,te ga se može nanositi na većinu metala. Današnja industrijska proizvodnja većim dijelom koristi kao podlogu čelik, no osim na čelik, može se nanositi i na zlato,platinu, srebro, bakar i njegove slitine, aluminij, titanij,nehrđajući čelik i lijevano željezo.
Emajl posjeduje brojne izvanredne osobine, gladak je, tvrd, kemijski otporan, izdržljiv, otporan na habanje (tvrdoća po Mohsu 5-6), ne blijedi, lako se čisti i nije zapaljiv. Emajl je po sastavu staklo, ne boja, pa ne gubi boju zbog ultraljubičastog zračenja. Mane su mu lako prskanje kod pokušaja savijanja, no kod suvremenog emajla ova je osobina minimizirana zbog dobro kontrolirane debljine nanešenog sloja, te toplinskog istezanja dobro prilagođenog metalu koji koristi za nosioc. Njegova je trajnost dobro iskorištena u brojnim primjerima: reklamni panoi iz ranog 20. stoljeća, unutarnje stijenke pećnica, posude za kuhanje, vanjske stijenke kuhinjskih aparata, lijevane emajlirane kade, silosi za seoska gazdinstva, te dijelovi reaktora u kemijskoj i farmaceutskoj industriji. Grade se i komercijalne strukture poput punionica, autobusnih stajališta, te čak i stambeni objekti sa zidovima, stropovima i nosivim elementima od emajliranog čelika.
Jedna od najraširenijih primjena emajla je proizvodnja kvalitetnih školskih ploča, gdje otpornost na kemijske i fizikalne utjecaje osigurava ploču od pojave neizbrisivih oznaka, nasuprot jeftinijih polimernih ploča. Kako standardni čelik za emajliranje ostaje magnetičan i nakon nanošenja emajla, može se koristi i za magnetične ploče.
U zadnjih 10 godina razvijene su hibridne prevlake od emajla i prevlaka za koje se hrana ne hvata, sol-gel funkcionalne završne prevlake za emajl, te emajli s metalnim izgledom, kao i nove lako čistive tehnologije.
Ključni sastojak emajla je vrsta stakla nazvana fritom - u biti se radi o borosilikatnom staklu s termičkim istezanjemn i temperaturom taljenja pogodnom za prevlačenje čelika. Sirovine se zajedno stope pri 1140- 1450 °C, te se tekuće staklo izljeva u posude s vodom. Dobivena masa je vrlo krta te se lako melje u fini prah.
Boja se kod emajla dobiva dodatkom različitih minerala, najčešće metalnih oksida kobalta, bakra, kositra,mangana,srebra,antimona, kroma, praseodimija, neodimija te željeza. Ovaj predzadnji može stvoriti nijanse od čiste ljubičaste, preko vinsko crvene do tople sive. Po stupnju obojenosti staklene mase emajle možemo podijeliti na prozirne, neprozirne i opalescentne - odnosno mliječno zamućene. Kod emajla miješanjem 2 boje ne dobivamo novu boju na način jednak na primjer uljenim bojama, nego nastaju mješavine fino obojenih sićušnih zrna različitih boja, oko se u ovom slučaju lako zavara mljevenjem boja u najfiniji prah.
Postoje 3 osnovne vrste frite. Prva, temeljna prevlaka sadrži stopljene metalne okside poput kobalta, nikla, bakra, mangana i željeza. Ovi oksidi podstiču spajanje taljevine uz čelik podloge. Druga vrsta, uključuje bistre i poluzamućene taljevine koje u sebi sadrže malu količinu oksida za dobivanje obojenog stakla. Na kraju, treća vrsta sadrži titanij bijelu, te po pečenju zbog sadržaja titanij dioksida i nastaje jasno bijelo staklo.

## Umjetničke tehnike emajliranja
U umjetničkom se emajliranju i danas za nazive pojedinih tehnika koristi većinom francusko nazivlje za iste.
- Basse Taille - prozirni se emajl nanosi preko plitkog reljefa.
- Emajl Champleve - udubljena polja ispunjavaju se emajlom.
- Emajl Cloisonme- umjesto udubljenih polja ovdje se koriste polja omeđena žicom.
- Grisaille - u biti jedna od tehnika slikanog emajla.Slika se bijelom bojom na crnom emajlu.Varijanta ove tehnike je en Camaïeu tehnika,tu se umjesto na crni ili tamno plavi emajl bijela boja nanosi na prozirni emajl.
- Limoges - više oznaka porijekla predmeta, taj je francuski grad stoljećima bio jedan od najznačajnijih centara proizvodnje.No u principu označava i slikani emajl.
- Slikani emajl- slika se pomoću najfinije mljevenog emajla (kao tradicionalni medij koristilo se lavandino ulje, danas se mogu naći i boje s vodotopivim vezivom).
- Plique -a- jour - u ovoj tehnici emajl nema metalne podloge već se metal koristi samo kao okvir te podsjeća na vitraj.
- En Ronde Bosse- emajliranje na trodimenzionalnim objektima, najčešće nakitu.
- Emajl en résille sur verre - rijetko korištena francuska tehnika,emajl se nanosi na foliju koja se potom zatali na staklo.
- Rad sa šablonom - emajl se kroz izrezane uzorke posipa na predmet.
- Sgrafitto - na zataljeni emajl nanosi se emajlni prah druge boje, te se po njemu crta metalnim ili drvenim šiljkom.
- Kontra emajl - u biti se ne radi o posebnoj tehnici, već o emajlu nanešenom na stražnju stranu predmeta, u svrhu smanjenja unutarnje napetosti između staklenog sloja i metalnog nosioca.

U suvremenom se umjetničkom emajliranju pak sve ove tehnike često koriste zajedno,te se na emajl još nanosi i staklo,emajl se nanosi preko zlatne ili srebrne folije,kao i u keramici može se koristiti i tkz reduktivno pečenje,mogu se koristiti i gotove naljepnice(poznate još od kraja 18.stoljeća),emajl se   sipa na podlogu,a često se i intervenira na u peći rastaljenom emajlu,umjesto slikanja korištene su i fotografske tehnike,te sitotisak...

## Osnovni bojitelji u umjetničkom emajliranju
Ovdje se navode samo čiste boje,broj kombinacija dobivenih miješanjem istih velik je.Svi se ovi bojitelji koriste u obliku oksida ili soli navedenih metala.
| Bojitelj | Boja ili boje koje daje                                                 | Prvo spominjanje | Primjena u emajliranju |
| -------- | ----------------------------------------------------------------------- | ---------------- | ---------------------- |
| Mangan   | Ljubičasta                                                              |                  |                        |
| Željezo  | Smeđa,žuta,crvena,crna(u mješavini s kobaltom,kromom,bakrom i manganom) |                  |                        |
| Kobalt   | Plava                                                                   |                  |                        |
| Bakar    | Zelena,crvena,plava                                                     |                  |                        |
| Zlato    | crvena                                                                  |                  |                        |
| Srebro   | žuta                                                                    |                  |                        |
| Antimon  | Žuta                                                                    |                  |                        |
| Krom     | Zelena,žuta                                                             | 1797.Vacquelin   | 1845.                  |
| Iridij   | Crna                                                                    | 1804.            | 1847.                  |
| Selen    | Roza,žuta(u bezolovnom emajlu)                                          | 1817.            | 1899.                  |
| Kadmij   | U kombinaciji sa selenom,roza i crvena                                  | 1817.            |                        |
| Uran     | Žuta,narančasta,zelena                                                  | 1789.            | 1845.                  |

## Primjer sastava emajla za nakit
Na olovnoj osnovi,danas se rabe isključivo bezolovne varijante,barem u Europi.
Kvarc — 34-55
Borna kiselina ili boraks — 0-12,5
Soda — 3-8
Kalij karbonat — 1,5-11
Minij — 25-40
Fluorit — 0-2,5
Kriolit — 1-4
Kalijeva salitra — 0-2
Arsen — 0—4
Bojitelj (oksid bakra,željeza,kobalta,kroma,mangana) — 0,1—5,0

## Industrijska proizvodnja
Industrijska primjena emajla na željeznom i čeličnom limu započela je u Austriji i Njemačkoj ,te Švedskoj oko godine 1836.Industrijalizacija procesa utjecala je kako na porast kvalitete korištenih sirovina tako i na sniženje cijena emajlirane robe.

## Emajliranje u Hrvatskoj
Ova atraktivna i stara tehnika nije u hrvatskoj likovnoj i primijenjenoj umjetnosti imala značajnijih predstavnika, osim slikara Ede Murtića, oblikovatelja umjetničkog nakita Marija Beusana i Jasenke Pavliša te kiparice Vere Dajht-Kralj. Emajliranje se godinama predaje kao predmet na odsjeku za metal zagrebačke Škole primijenjenih umjetnosti i dizajna,no nažalost samo na razmjerno elementarnoj razini,bez zalaženja u bogate, skoro beskrajne mogućnosti same tehnike. Tvornica Gorica koja se bavila proizvodnjom emajliranog posuđa i emajla propala je 2001. godine, a 2007. propala je i zagrebačka firma Dekor (iako su s radom prestali još devedesetih godina prošlog stoljeća),koja je   proizvodila tanjure i slike suvenire te zidne satove u tehnici slikanog emajla,tako da danas u Hrvatskoj postoje samo Končar - kućanski aparati koji emajliraju dijelove za štednjake i bojlere, te nekoliko manjih tvrtki koje se bave izradom emajliranih predmeta.

## Galerija
- relikvijar.

## Vanjske poveznice
- Glass on Metal Magazine Online
- [neaktivna poveznica]
- The Enamel Arts Foundation
- Carpenter Enamel Art Foundation  Arhivirana inačica izvorne stranice od 26. lipnja 2020. (Wayback Machine)